# Contea di Moyne
La contea di Moyne è una local government area che si trova nello Stato di Victoria. Si estende su una superficie di 5.478 chilometri quadrati e ha una popolazione di 15.955 abitanti. La sede del consiglio si trova a Port Fairy.